# Polskie Zakłady Optyczne

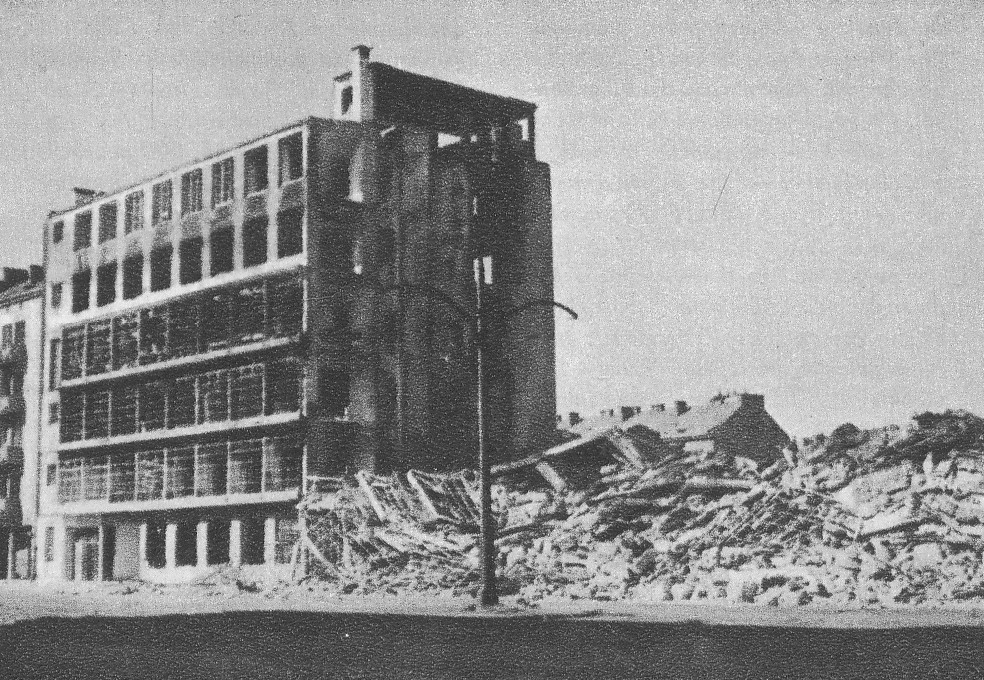
Zniszczony przez Niemców kompleks Polskich Zakładów Optycznych ok. 1945 roku

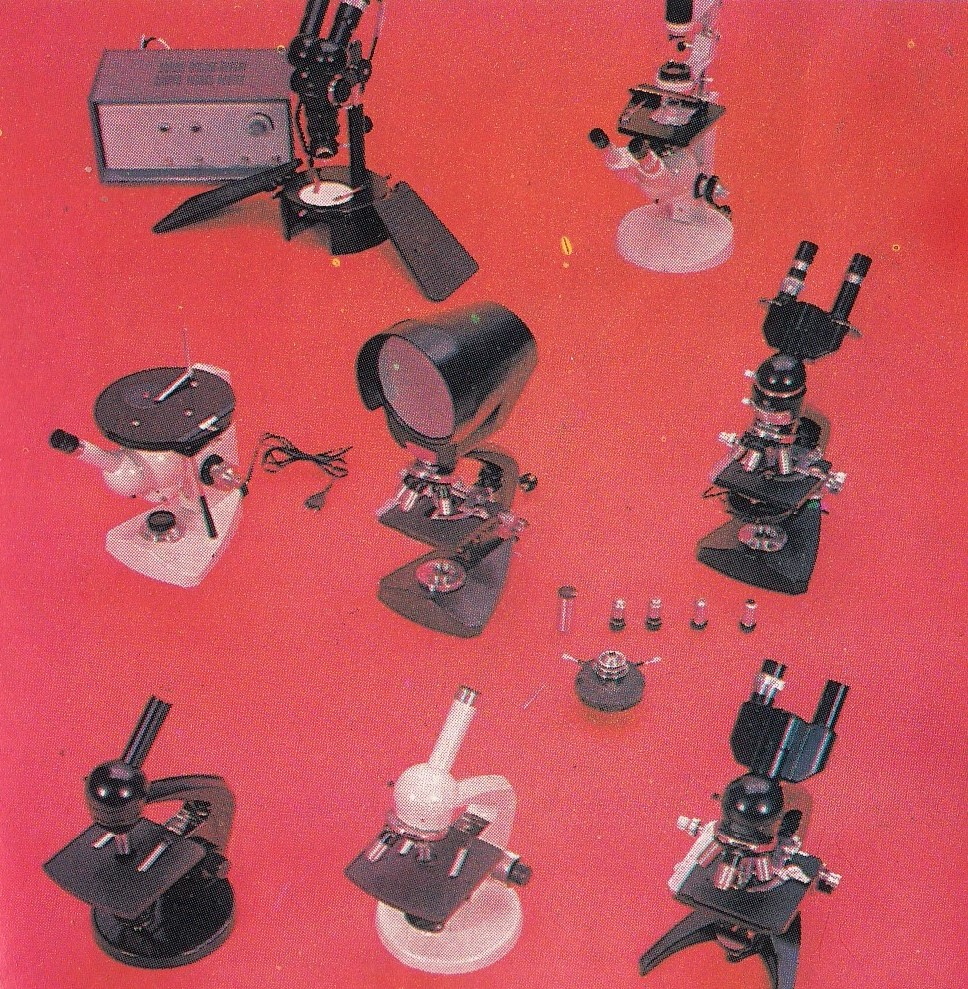
Mikroskopy produkowane przez przedsiębiorstwo w latach 70.

Polskie Zakłady Optyczne (PZO) – przedsiębiorstwo założone w 1921 w Warszawie przez grupę przemysłowców: Kazimierza Mieszczańskiego, Georga Cora, Karola Hercyka, Henryka Kolberga i innych. 

## Historia
Powstało ono na bazie fabryki aparatów optycznych utworzonej w 1899. Pierwotnie nosiło nazwę „Fabryka Aparatów Optycznych i Precyzyjnych H. Kolberg i s-ka”.
Na szybki rozwój firmy miało wpływ zamówienie złożone przez III Departament Artylerii i Uzbrojenia Ministerstwa Spraw Wojskowych na 1000 sztuk lornetek. Do produkcji potrzebne było miejsce i tak w czerwcu 1926 zakupiono plac wraz z budynkami przy ul. Grochowskiej 316, gdzie wcześniej produkowano tabakierki.
Lata 1930-1931 były dla firmy trudne z powodu kryzysu gospodarczego w Polsce. Wtedy to francuscy udziałowcy wykupili pakiet kontrolny akcji i zmienili nazwę na Polskie Zakłady Optyczne S.A. 
Podczas II wojny światowej kontrolę nad zakładem przejął Zeiss–Jena. W połowie 1944 wskutek szybko zbliżającego się frontu produkcja została przerwana. Później Niemcy wywieźli maszyny i urządzenia, a budynki spalili i wysadzili w powietrze.
W 1951 decyzją Ministerstwa Przemysłu Ciężkiego nastąpiła rozbudowa fabryki i wprowadzenie do produkcji nowych wyrobów, które z powodzeniem eksportowano na zachód.
Do lat 80. minionego wieku w PZO wytwarzano asortyment wyrobów precyzyjno-optycznych, takich jak mikroskopy, instrumenty geodezyjne, lornetki, lupy, rzutniki. Produkowano również sprzęt dla potrzeb wojskowych Układu Warszawskiego. Wraz z przyłączeniem pod koniec lat 60. Warszawskich Zakładów Fotooptycznych PZO przejęły także produkcję aparatów i akcesoriów fotograficznych.
Zmiany w 1989 spowodowały spadek aktywności firmy, przede wszystkim w produkcji zbrojeniowej i jednostkach organizacyjnych finansowanych z budżetu Państwa.
2 listopada 1995 przedsiębiorstwo państwowe PZO zostało przekształcone w jednoosobową spółkę Skarbu Państwa.
14 maja 1996 Ministerstwo Przekształceń Własnościowych wniosło akcje PZO S.A. do Narodowych Funduszy Inwestycyjnych.
Obecnie PZO składa się z kilku spółek zależnych od spółki Polskie Zakłady Optyczne Sp. z o.o. (można używać skróconej nazwy PZO Sp. z o.o.). Spółka zależna – PZO Mikroskopy i Wyroby Optyczne Sp. z o.o. zajmuje się produkcją sprzętu optycznego dla potrzeb cywilnych. Produkcja odbywa się ciągle w tym samym miejscu. Część nieużywanych przedwojennych hal została sprzedana deweloperom w celu przekształcenia w lofty. Spółka główna PZO zakończyła około 2010 r. produkcję cywilną (w tym mikroskopów warsztatowych i płytek interferencyjnych) i obecnie wytwarza wyłącznie optykę wojskową.
W 1970 w Rzeszowie powstała Filia PZO. Początkowo myślano o budowie 4 budynków przy ulicy Zwierzynieckiej 4 w których miało się mieścić Polskie Centrum Optyczne. Budowa zakończyła się na jednym budynku, który w pierwotnym założeniu miał być budynkiem administracyjnym. PZO w Rzeszowie pod koniec lat 80. zatrudniała ponad 500 osób. Produkowała pojedyncze elementy optyczne dla PZO. Zajmowano się też składaniem prostych urządzeń optycznych. W 1992 PZO w Rzeszowie oddzieliło się od macierzystej firmy w Warszawie i zostało nazwane Optores. W 1993 zostało sprywatyzowane, a w 1997 zlikwidowane. Na bazie potencjału ludzkiego i maszyn powstała w 1997 w Rzeszowie nowa firma: Optica sp. z o.o., która w 2002 zmieniła nazwę na B&M Optik Sp. z o.o.

## PZO są (były) producentem wszelkiego rodzaju sprzętu optycznego
- aparatów fotograficznych
  - Start (I, B, II, 66, 66S)
  - Fenix (I, Ib, II)
  - Ami
  - Alfa (1 i 2)
- obiektywów fotograficznych
  - Poloxer 210/4,5
- powiększalników fotograficznych
  - Krokus (II,3,44,66 Color)
  - Mak
  - Beta
- obiektywów powiększalnikowych
  - Janpol Color
- rzutników do przeźroczy
  - Narcyz
  - Diapol
  - Diapol Automat (zdalnie sterowany)
  - Krokus TF (zdalnie sterowany)
  - Krokus AF (autofocus, zdalnie sterowany)
- przeglądarek do przezroczy
  - Krokus DIA
  - Krokus DIA (wersja bateryjna)
- mikroskopów
  - mikroskopów medycznych
  - mikroskopów laboratoryjnych
  - mikroskopów stereoskopowych
  - mikroskopów szkolnych (np. Mikros)
- noktowizorów
- refraktometrów
- kolimatorów
- teodolitów, niwelatorów i różnego rodzaju przyrządów geodezyjnych
- optycznych przyrządów pomiarowych (produkcja zakończona)
- mikroskopów warsztatowych (pomiarowych) małych
- mikroskopów warsztatowych (pomiarowych) dużych
- mikrointerferometrów (gładkościomierzy optycznych)
- okularów mikrometrycznych
- płaskich płytek interferencyjnych – jednostronnych i dwustronnych, o średnicach 45, 60, 80 i 100 mm, w klasach dokładności I i II – do sprawdzania przywieralności i płaskości powierzchni przyrządów pomiarowych
- trzech serii czterosztukowych kompletów płytek interferencyjnych płasko-równoległych (PRP-I, PRP-II i PRP-III) – do sprawdzania płaskości i równoległości powierzchni pomiarowych przyrządów pomiarowych

## Galeria

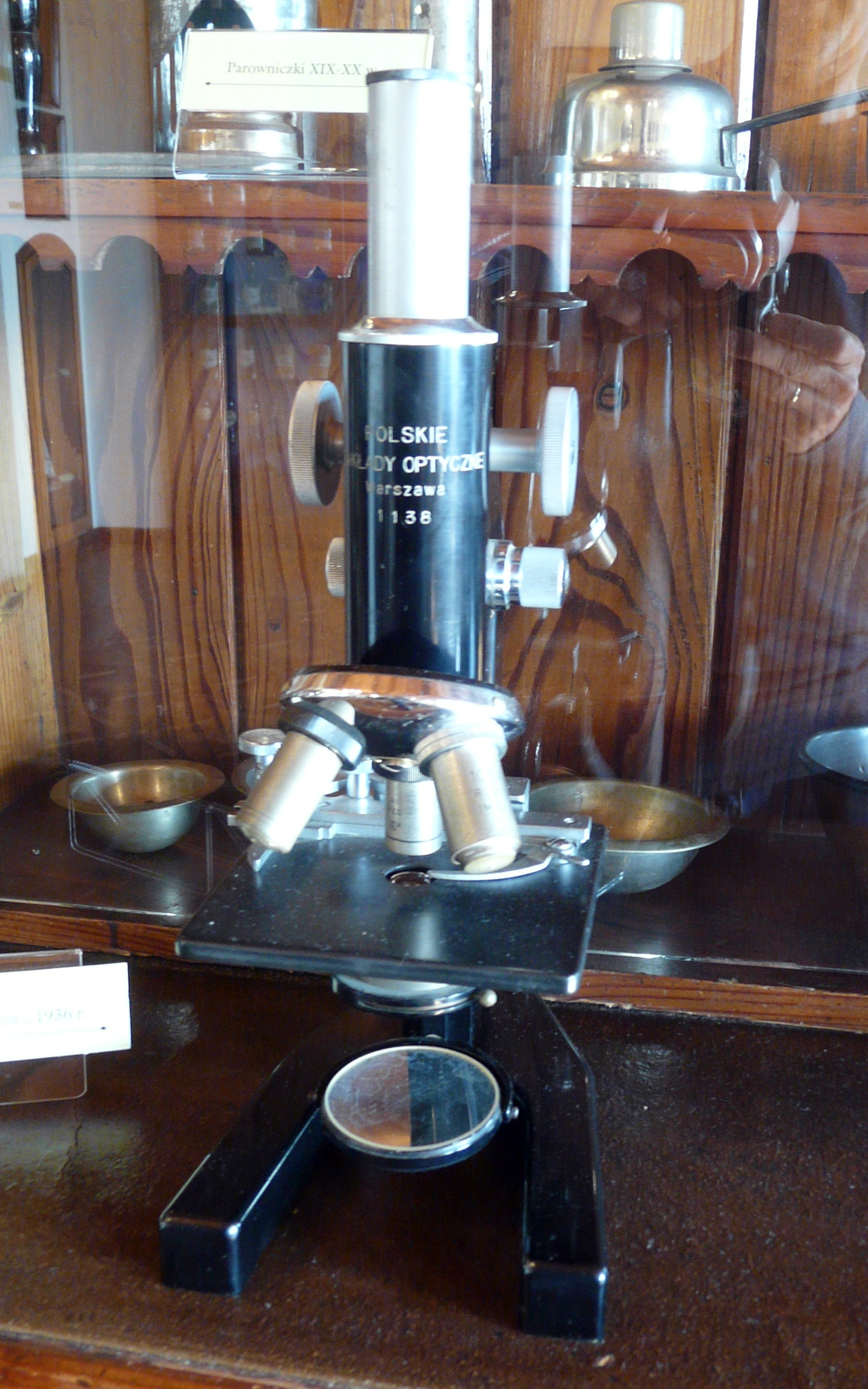
Mikroskop, Polskie Zakłady Optyczne (PZO)
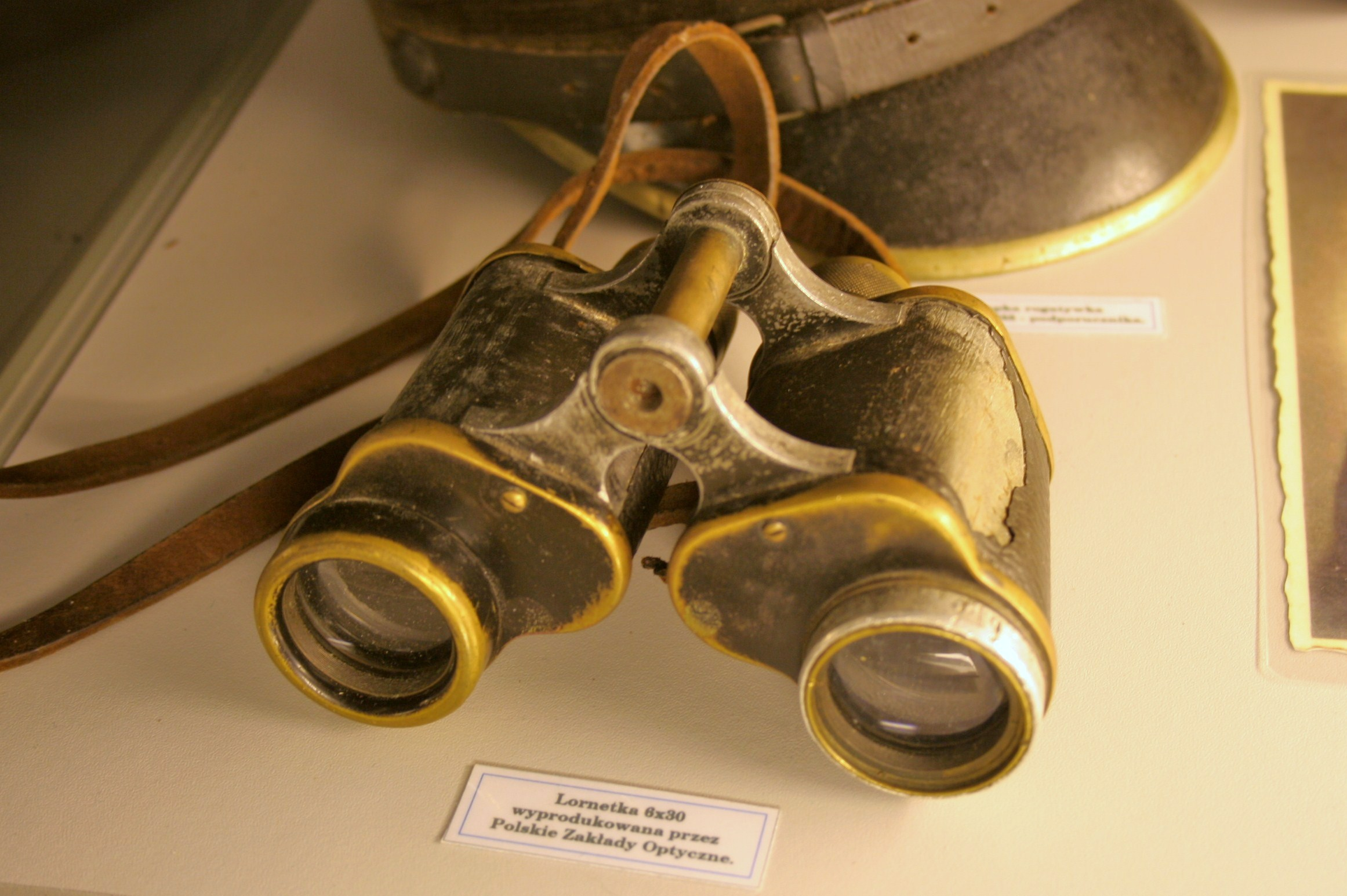
Lornetka wojskowa 6x30
Rzutnik projekcyjny firmy PZO-Warszawa
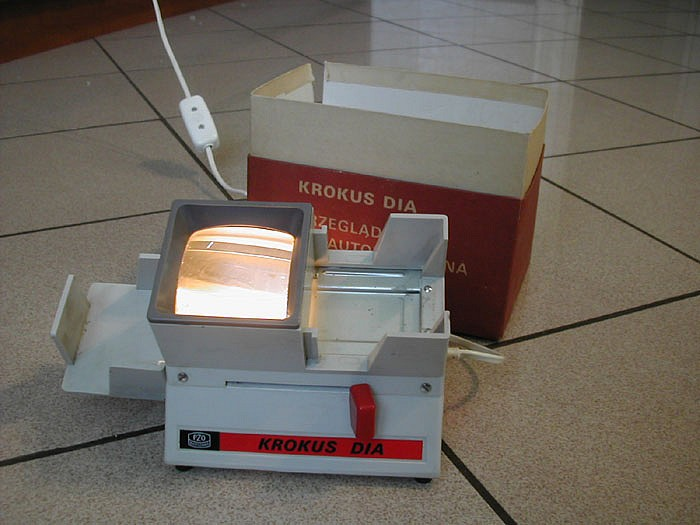
Przeglądarka do przezroczy KROKUS DIA
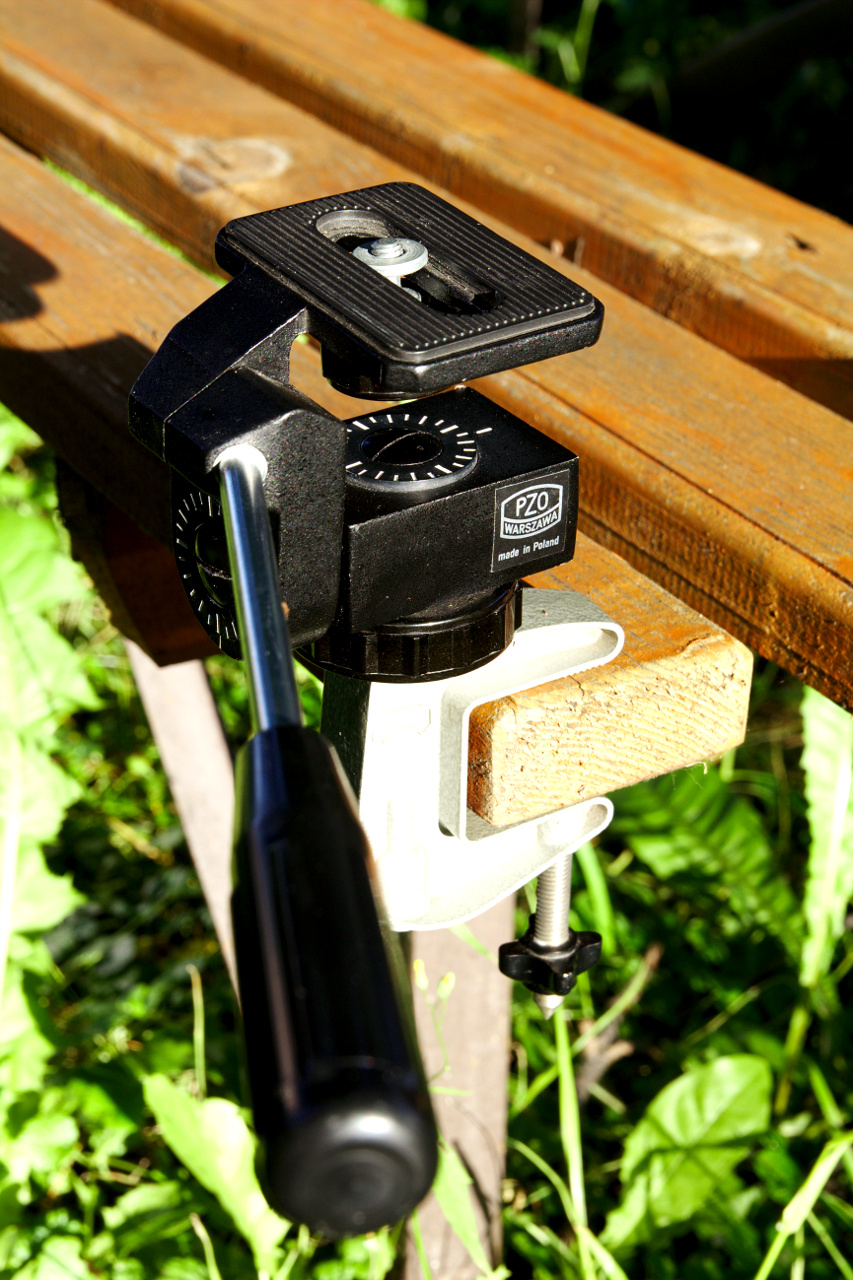
Głowica panoramiczna PZO do statywu fotograficznego
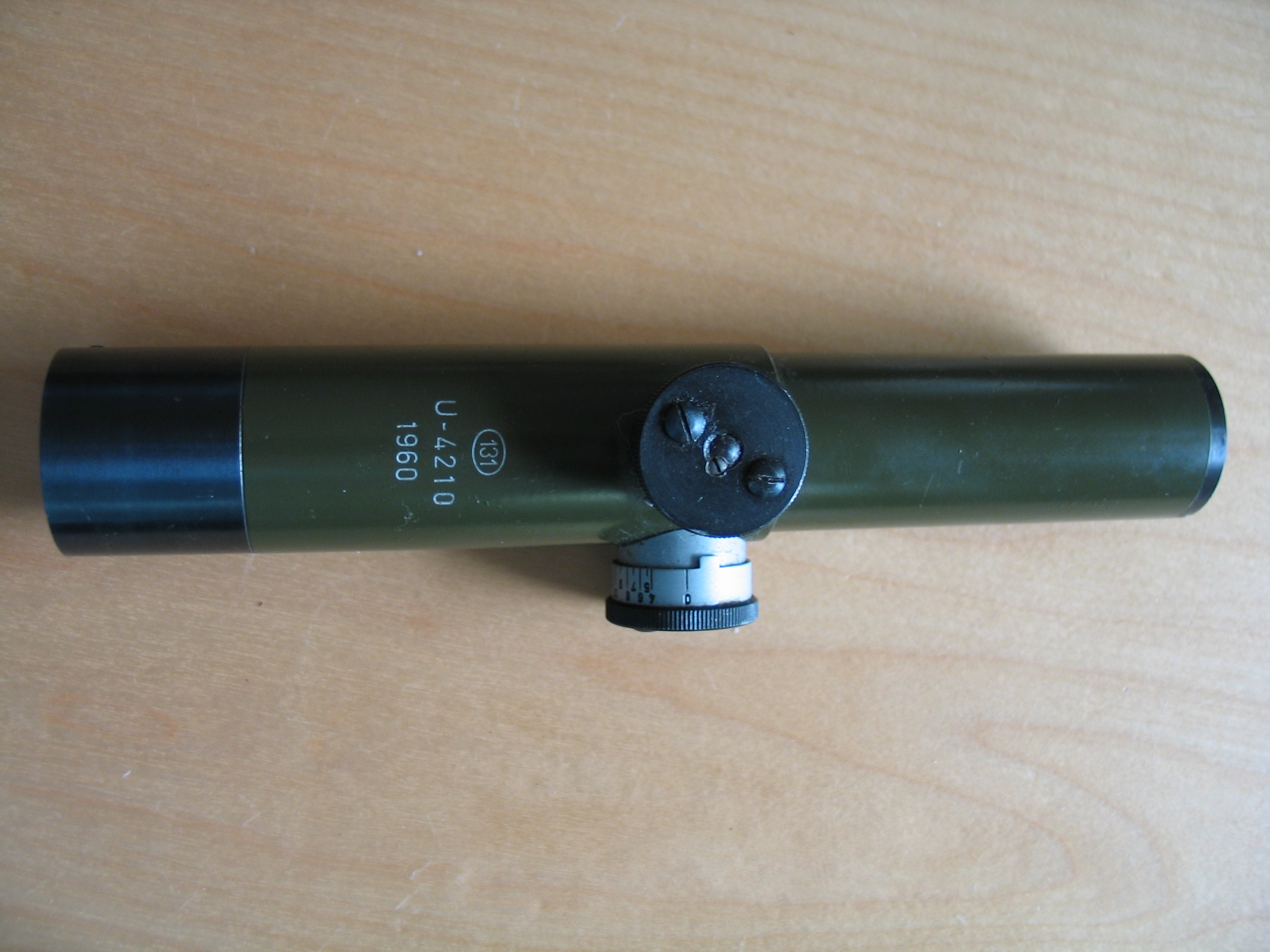
Celownik optyczny PU oznaczony symbolem miejsca produkcji 131 – Polskie Zakłady Optyczne
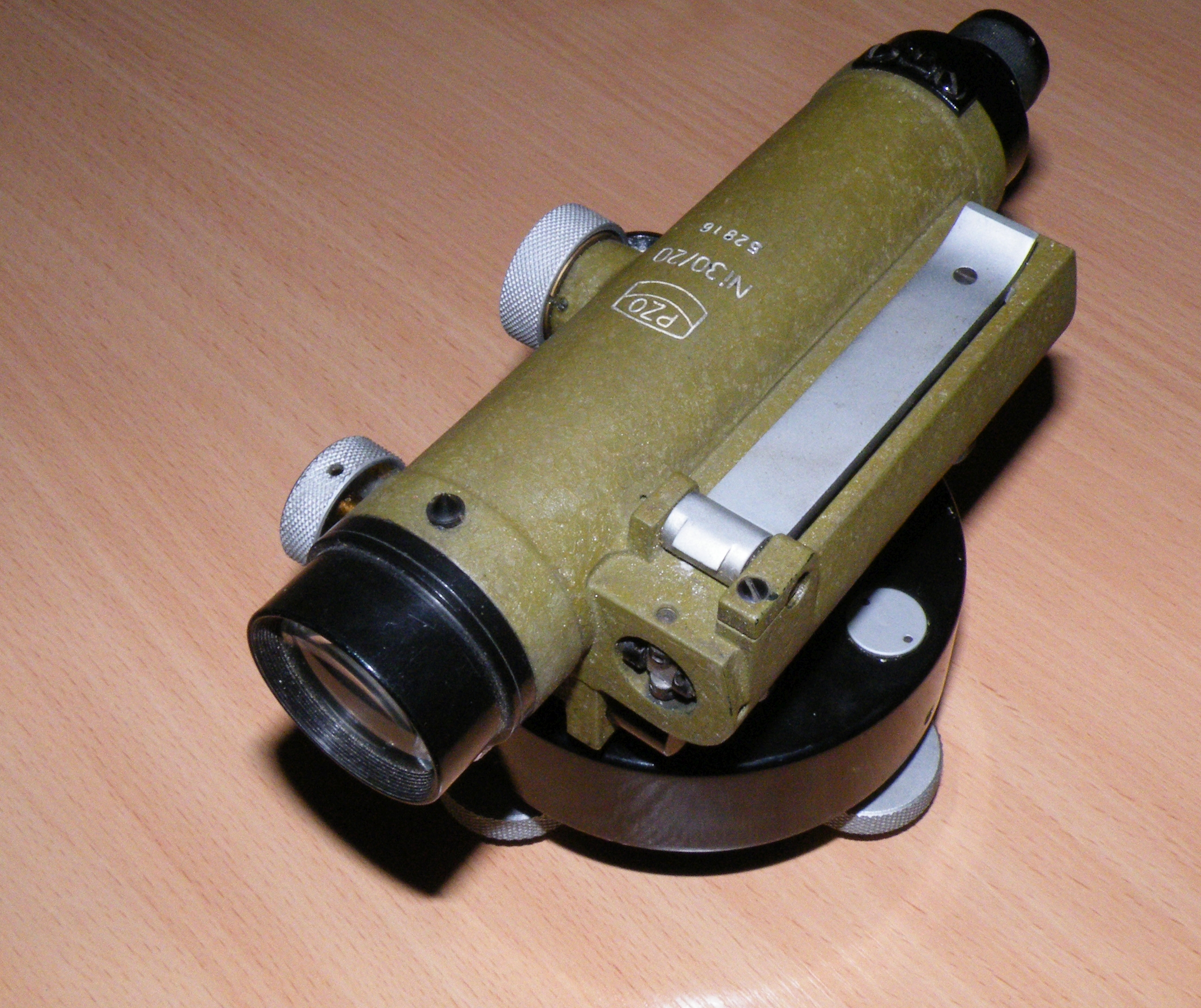
Niwelator PZO Ni30-20